# Cumbernauld
Cumbernauld (in scots Cummernaud,; in gaelico scozzese Comar nan Allt) è una New Town del Regno Unito nell'area amministrativa scozzese del Lanarkshire Settentrionale, istituita nel 1956 per fare fronte all'eccedenza di popolazione della vicina Glasgow.
Vanta più di 52 000 abitanti, che ne fanno l'ottavo insediamento più popoloso della Scozia e il più popoloso della sua area.
La città è stata due volte vincitrice del Carbuncle award (traducibile come Miglior foruncolo), insignito dalla rivista Urban Realm; la città da allora ha ricevuto il premio di Best Town dalla Scottish Design Awards 2012.

## Origini del nome
Il nome deriva dal gaelico scozzese comar nan allt, che significa "riunione dei torrenti", siccome, geograficamente, dal suo punto più alto nella Cintura centrale scozzese, due torrenti scorrono e si immettono l'uno nel fiume Clyde (che scorre verso ovest) e l'altro si immette nel fiume Forth (che scorre verso est). Per questo motivo, Cumbernauld è stata a lungo una stazione di posta per il cambio dei cavalli tra Glasgow ed Edimburgo.

## Storia

### Le origini
La storia di Cumbernauld protrae sin dall'epoca romana, con un insediamento nei pressi del Vallo Antonino, il confine più settentrionale dell'Impero Romano: la sicurezza che il muro garantiva da tribù ostili del nord ha, probabilmente, permesso ivi la fondazione di un insediamento.
La popolazione che risiedeva nell'area dove sorge attualmente il complesso residenziale di Cumbernauld era una popolazione rurale; questi abitavano intorno alla Cumbernauld House, costruita nel XVIII secolo sul sito del Castello medievale di Cumbernauld, nella zona nota oggi come Cumbernauld Village.
Il vecchio Castello di Cumbernauld venne costruito come un motte e bailey in stile normanno dalla famiglia Comyn; il castello era situato all'estremità orientale del parco, dove la motta (tumulo) è ancora visibile. Successivamente, la famiglia Fleming costruì il proprio castello dove la Cumbernauld House si trova ora: una parete originaria può essere visto nel giardino della famiglia.
Il castello ospitò i reali scozzesi, tra cui Maria Stuarda, che ha visitato il castello e piantò un albero di tasso (ancora presente) al Castello di Castlecary, a un paio di miglia di distanza. Durante il soggiorno della regina al castello il tetto della sala grande è crollato,; la regina, tuttavia, è rimasta illesa.
I sovrani scozzesi diedero spesso visita alla città a caccia del cosiddetto "bue scozzese", o bovino bianco, che vagava nei boschi intorno a Cumbernauld. Questi boschi erano una minuscola parte di ciò che anticamente era la foresta caledone, in cui questi buoi abbondavano.

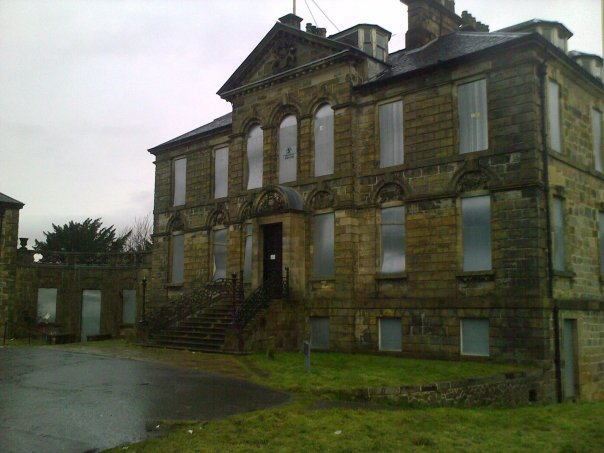
Cumbernauld House

La Cumbernauld House è stato progettato da William Adam ed è attualmente abitata. I giardini della villa sono utilizzati oggi come un parco pubblico, noto come Cumbernauld Park.
Una industria mineraria e estrattiva fiorì nell'area dopo la costruzione del Canale di Forth e Clyde, in particolare nelle zone di Auchinstarry Quarry, che ora è un luogo popolare per l'arrampicata e discesa in corda doppia, e di Glencryan, dove la vecchia miniera di argilla e le strutture connesse sono ancora chiaramente visibili.
La tessitura è stata una parte importante del settore industriale della città prima della rivoluzione industriale, quando tutto il lavoro di questo tipo si trasferisce nelle vicine città più grandi come Glasgow.

### New Town
Dopo la Seconda Guerra Mondiale, Glasgow era affetta da croniche carenze e di condizioni abitative povere, in particolare in quartieri come The Gorbals. Come diretta conseguenza il Piano Regionale della Valle del Clyde (Clyde Valley Regional Plan) del 1946 assegnò vari siti nei quali nuove città satelliti avrebbero dovuto essere costruite per contribuire ad alleviare il problema di Glasgow attraverso un accordo di sconfinamento. A Cumbernauld è stata costruita una new town nel 1955, la terza costruita in Scozia; altre erano East Kilbride, Glenrothes, Livingston e Irvine.
Lo sviluppo, la promozione e la gestione sono stati intrapresi, fino al 1996, dalla Cumbernauld Development Corporation (CDC). Questo è stato un quango nominato dal Segretario di Stato per la Scozia.
Cumbernauld è il più chiaro esempio di una nuova visione della città modernista nel Regno Unito.
Le abitazioni sono state originariamente costruite attraverso la costruzione di una serie di quartieri satelliti che sono stati raggruppati intorno al centro della cittadina che si trova sulla cima di una collina. Inizialmente sono stati progettati dal CDC nelle zone di Kildrum, Cumbernauld Village, Seafar, North Carbrain e Greenfaulds; altri quartieri sono stati successivamente sviluppati a Condorrat, South Carbrain e Abronhill. Gran parte delle abitazioni di queste zone ha vinto premi per il loro design innovativo.
Durante la sua costruzione, sotto l'occhio del designer, Geoffrey Copcutt, l'audace megastruttura del centro di Cumbernauld è stata molto apprezzata. Architetti, designer, urbanisti e gli studenti di molte discipline hanno visitato Cumbernauld da tutto il mondo per ammirare la città che, per molti anni, era acclamata come un utopista costruzione.
Quando originariamente la new town è stata designato l'obiettivo era quello di raggiungere una popolazione di cinquantamila residenti. Nel 1961, solo cinque anni dopo essere diventato una new town, dopo, cioè che l'area a nord della A80 è stata inclusa nell'espansione urbanistica (con i nuovi quartieri previsti a Balloch, Dullatur, Westerwood e Eastfield, l'obiettivo era di raggiungere una popolazione di settantamila. Tuttavia, mai questo obiettivo venne raggiunto e solo negli anni 2000 la popolazione è incominciata a salire al di sopra di 50.000 (solamente a causa delle nuove 2100 unità abitative costruite tra il 2001 e il 2008).
Dopo la creazione della new town, diverse industrie come quella high-tech, elettronica, chimica e trasformazione dei prodotti alimentari sono diventati i più grandi datori di lavoro di Cumbernauld, insieme all'Agenzia delle entrate e doganale di Sua Maestà. Le principali zone industriali sono stati sviluppati ad est e ovest lungo la A80 a Castlecary, Wardpark e Westfield, insieme alle aree a sud della città, a Luggiebank e South Carbrain.
Nel 2002 Cumbernauld è stata votato peggiore città in Scozia, ma massicciamente migliorata al punto di vincere la città più migliorata in Scozia nel 2010.

### Tempi moderni

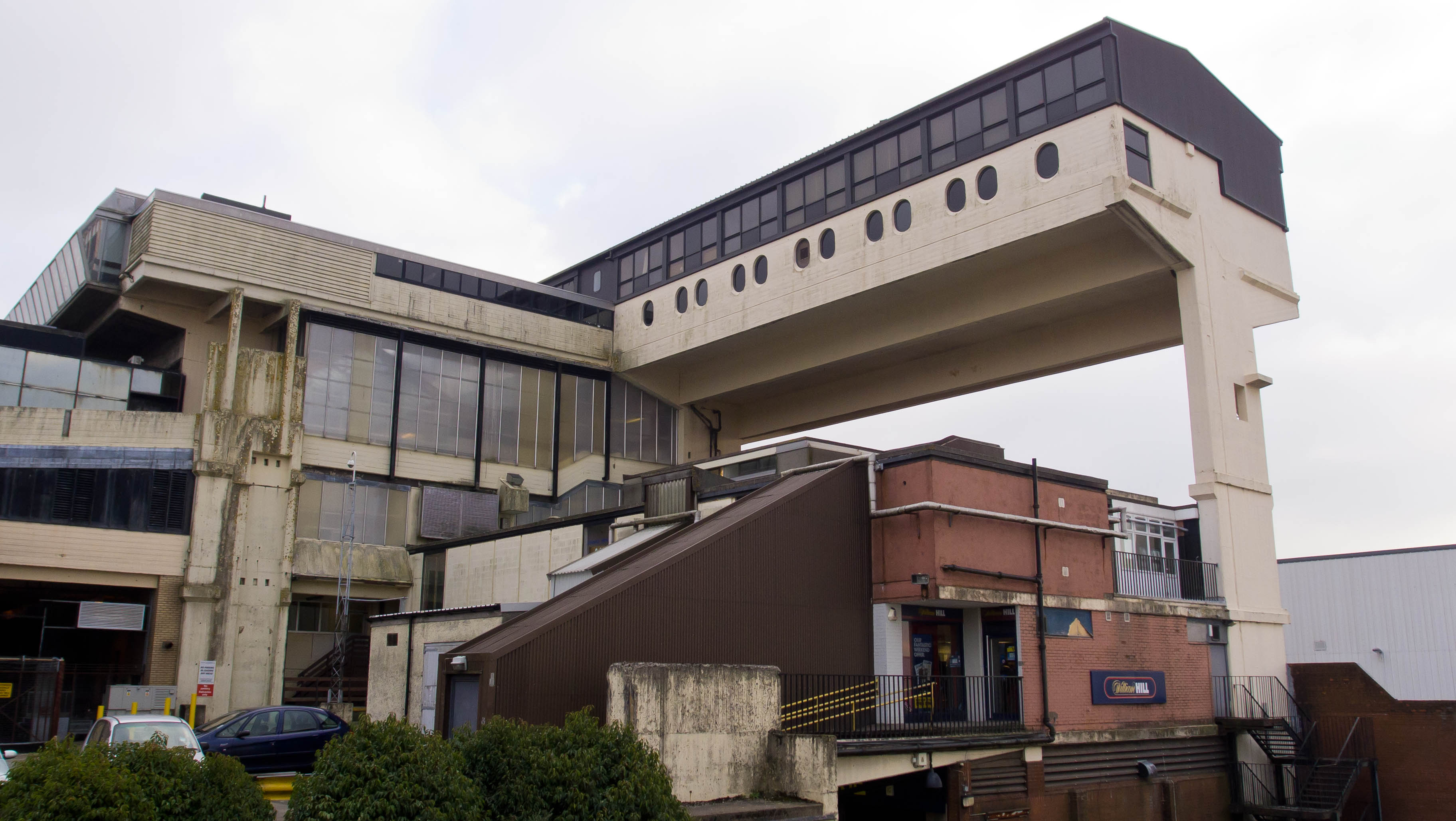
Cumbernauld Shopping Centre

Dal momento della sua costruzione, la prospettiva è cambiata radicalmente e la new town ha vinto numerosi premi molto poco lusinghieri, tra cui il premio "Plook on a Plinth" dalla rivista Urban Realm sia nel 2001 e nel 2005.
Nel dicembre 2005 l'intero centro della città è stato votato "il peggior edificio in Gran Bretagna" nella serie di Channel 4 Demolition.
Tra quegl'edifici che erano stati pianificati per essere il centro di Cumbernauld rimane essenzialmente un solo edificio noto come Town Centre: questo edificio è costruito in "fasi", la prima delle quali è stata completata nel 1967, l'ultima delle quali è stata iniziata nel maggio 2003 e completata nel settembre 2004.
Progettato per essere un centro commerciale, un luogo di intrattenimento e di business e un sito sistemazioni di lusso è stato ampiamente accettato come primo centro commerciale del Regno Unito ed è considerato essere il primo centro coperto al mondo su più livelli. Tuttavia, la città mai sviluppato per la sua dimensione prevista, e il centro della città non ha mai avuto vita previsto dalla urbanisti.
Ulteriore espansione è stata principalmente per fornire un ulteriore spazio per i negozi. Una parte sostanziale dell'originale centro commerciale è stato demolito a causa di danni strutturali ed è stato ristrutturato come un nuovo complesso commerciale e ricreativo.

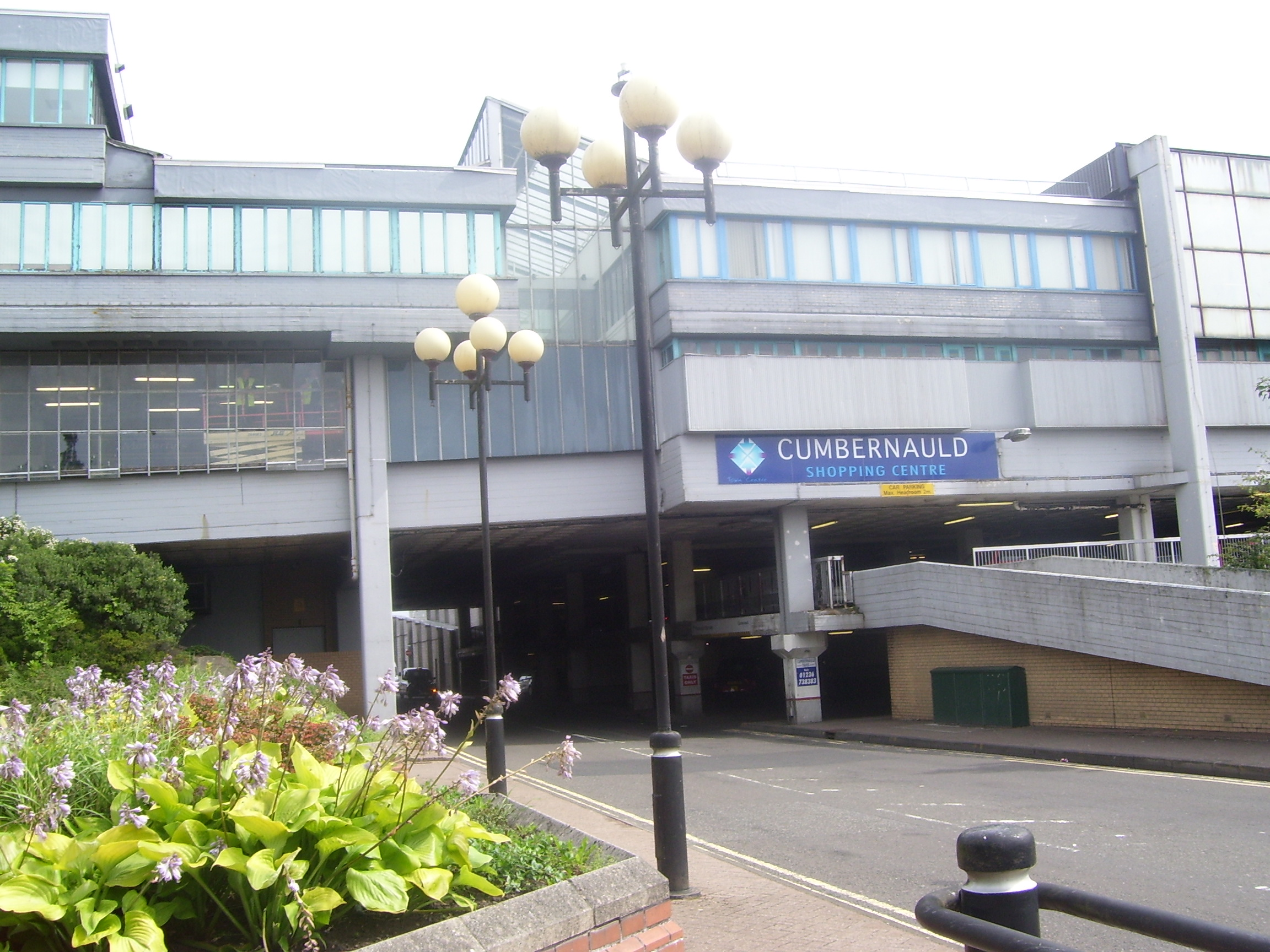
Cumbernauld Shopping Centre

Il centro della città di Cumbernauld è ampiamente considerato come uno degli esempi più brutti e meno amati del design del dopoguerra in Scozia. Il confusionale layout è una fonte costante di frustrazione sia per i visitatori e residenti, molti dei quali sono discendenti di lavoratori qualificati che aspiravano a sfuggire alle frequenti terribili condizioni sociali e abitative della conurbazione di Glasgow negli anni sessanta e settanta.
La struttura residenziale di Cumbernauld è degno di nota a causa dell'assenza di attraversamenti pedonali, ovvero di strisce pedonali, in quanto la separazione delle persone e automobili era stato un elemento importante del primo masterplan della città (il progetto di Cumbernauld è, infatti, un pioniere nella costruzione di sottopassi e passerelle pedonali e sentieri separati dalle strade). Attraversando i pedoni le strade via ponte o sottopassaggio, la percezione che la città è auto-centrica e difficile da raggiungere a piedi è aumentata.
Cumbernauld negli ultimi anni ha visto un aumento di attività con la nuova sede nel Regno Unito dell'Oki Electric Industry, nella zona di Wardpark, e le sedi centrali della Yaskawa Electronics e A.G. Barr World.

## Cultura

### Film
Cumbernauld era la location per il film del 1981 Gregory's Girl e il suo sequel Gregory's Two Girl. Nel film Orphans alcune delle scene sono state girate nella zona di Carbrain.

La vecchia fabbrica Isola-Werke, nella zona di Wardpark, ora viene convertita in studi cinematografici e impianti di produzione per la serie TV Outlander, che ha incominciato le riprese nell'autunno 2013 per il rilascio nel 2014.

## Geografia antropica e amministrazione

### Località

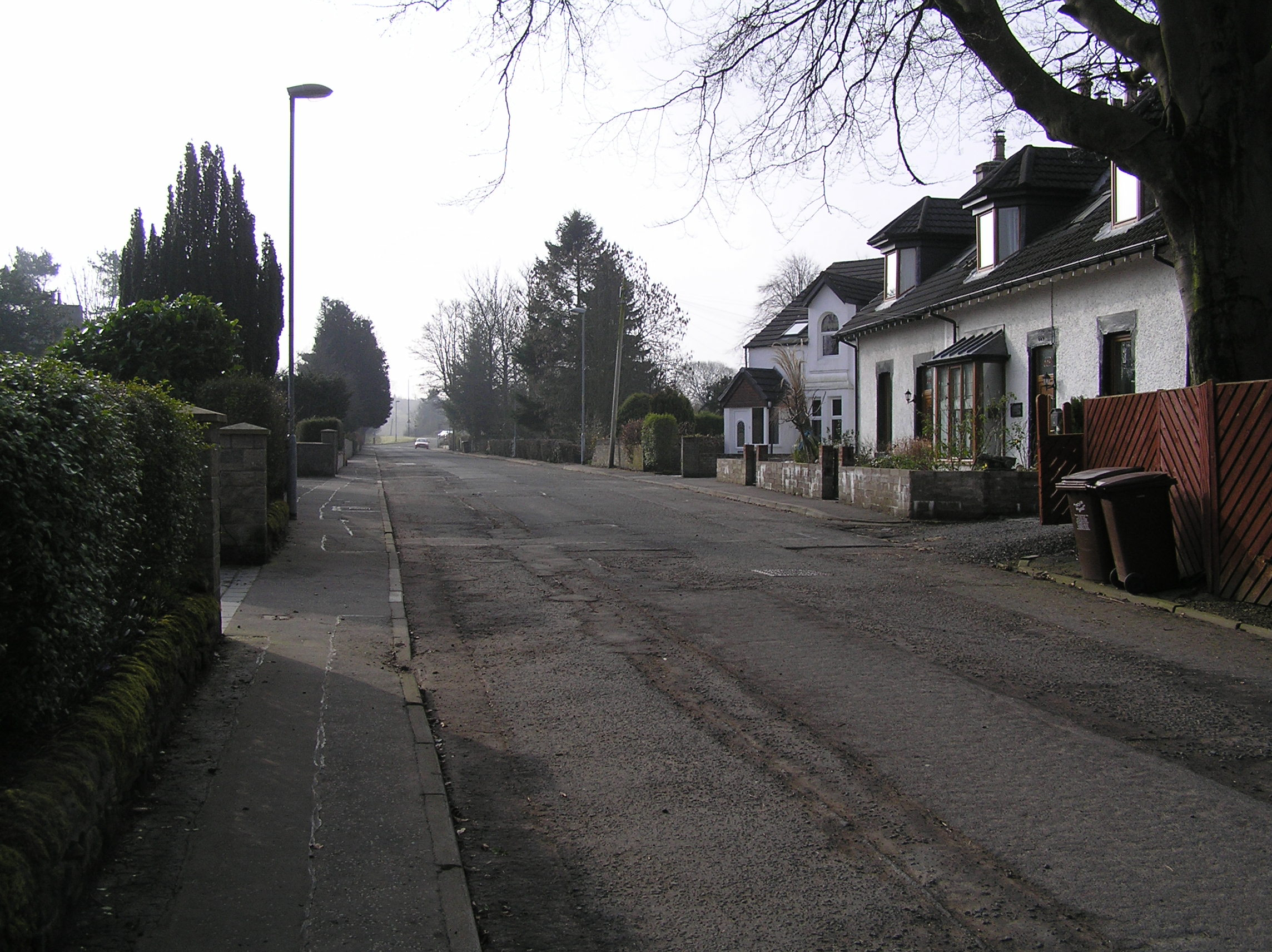
Luggiebank

20 località compongono la città di Cumbernauld; queste sono: Abronhill, Balloch, Blackwood, Carbrain, Carrickstone, Condorrat, Craigmarloch, Cumbernauld Village, Dalshannon, Eastfield, Greenfaulds, Kildrum, Lenziemill, Luggiebank, Ravenswood, Seafar, Smithstone, Wardpark, Westerwood e Westfield.

#### Carbrain
Carbrain è un quartiere di Cumbernauld. Solamente dieci anni dopo la costruzione di Cumbernauld, iniziata nel 1963, la maggior parte delle aree di Carbrain hanno iniziato a essere abitate. Per i primi anni, Carbrain è stata considerata altamente desiderabile come una fuga dalle povere condizioni di vita e la mancanza di opportunità di lavoro nella città di Glasgow. Tuttavia, a seguito della costruzione di alloggi più recenti nella zona di Cumbernauld, Carbrain è caduto in rovina.
Carbrain è stato diviso in due sezioni: nord e sud. North Carbrain si trova a cinque minuti dal centro della città di Cumbernauld e dista dieci minuti da South Carbrain.
Carbrain è stato progettato "a misura" di pedoni e, come tale, ha percorsi separati dal traffico automobilistico: il quartiere è stato, infatti, progettato in modo che i pedoni non debbano mai camminare accanto o attraversare una strada.
La stazione di Cumbernauld si trova nei pressi del quartiere di South Carbrain.

#### Cumbernauld Village
Cumbernauld Village (spesso chiamato localmente come "The Village") è una zona della città di Cumbernauld. Mentre Cumbernauld è una new town, essendo stato prima progettato nel 1956, The Village ha una storia pre-medievale, con un insediamento romano costruito nella zona a causa della sua vicinanza al Vallo Antonino. Dopo il periodo romano l'insediamento è rimasto ed è cresciuto a tal punto che la famiglia Comyn vi ha costruito la loro cappella. I Flemings (che sarebbero diventati i Conti di Wigtown) successivamente presero la decisione di costruire ivi il loro castello; nel XVIII secolo questo è stato sostituito dalla Cumbernauld House
Oggi, Cumbernauld Village è caratteristicamente diverso dalla maggior parte del resto della città, in quanto contiene un elevato numero di servizi locali, e in quanto sono presenti marciapiedi accanto alle strade (a differenza del resto della new town, similmente, tuttavia, a Condorrat che, come The Village, è un insediamento di molti anni antecedente la costruzione della new town).

#### Kildrum
Kildrum è stata la prima area a essere costruito nella new town di Cumbernauld. La strada principale (Kildrum Road) è a forma di un arco e tutte le strade residenziali del quartiere sono traverse di essa. I nomi delle strade di Kildrum sono presi da luoghi associati con Robert Burns.
I servizi presenti nel quartiere sono la Cumbernauld High School, una scuola primaria, una scuola speciale, un centro benessere, YMCA, negozi, tre chiese (o cappelle) e l'esercito della Salvezza.
Il centro della città di Cumbernauld e Carbrain si trovano ad ovest di Kildrum. A nord vi è Seafar, a est il parco di Cumbernauld e al sud e Cumbernauld Glen.

#### Wardpark

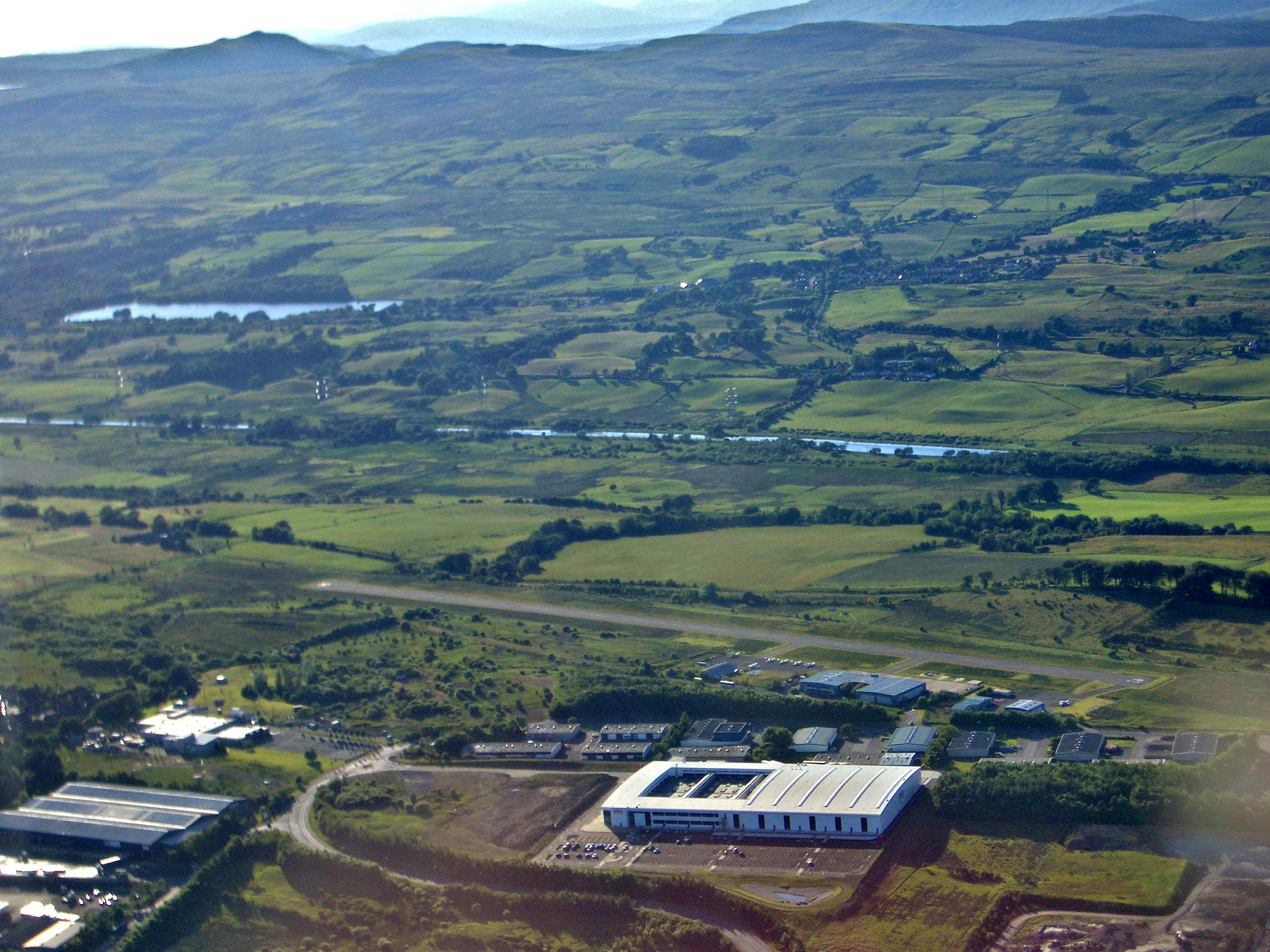
L'aeroporto di Cumbernauld visto dall'alto; in basso a sinistra si trova Wardpark

Wardpark è una delle zone industriali di Cumbernauld.
Nella zona si trova l'ex fabbrica di Burroughs che è stato occupato dall'azienda OKI, prima di venir demolita per far posto a un centro commerciale, avendo OKI ricollocato nelle vicinanze. Il nuovo centro commerciale Westway Retail Park sarà costruito in più fasi con la prima fase di apertura il 26 aprile 2007.
L'aeroporto di Cumbernauld si trova al confine settentrionale di Wardpark.

## Amministrazione

### Gemellaggi
- Bron, Francia

## Infrastrutture e trasporti

### Strade e autostrade
Collegamenti autostradali nelle vicinanze di Cumbernauld includono le autostrade M8, M73, M74, M80, M876 e M9. Una campagna locale è stata recentemente avviata per protestare contro il progetto di ampliamento della M80 entro i confini della città. La strada A80 è stata recentemente riqualificata, diventando parte della M80.

### Trasporto pubblico
In termini di trasporto pubblico, Cumbernauld è servita da collegamenti viari per Glasgow, Stirling, Falkirk, Dunfermline e Saint Andrews sono gestiti dalle aziende FirstGroup e Stagecoach Group. Varie parti della città sono collegate da servizi di autobus locali, operati da compagnie più piccole, come Canavan Travel e Dunn's Coaches.
In città è servita da due stazioni:

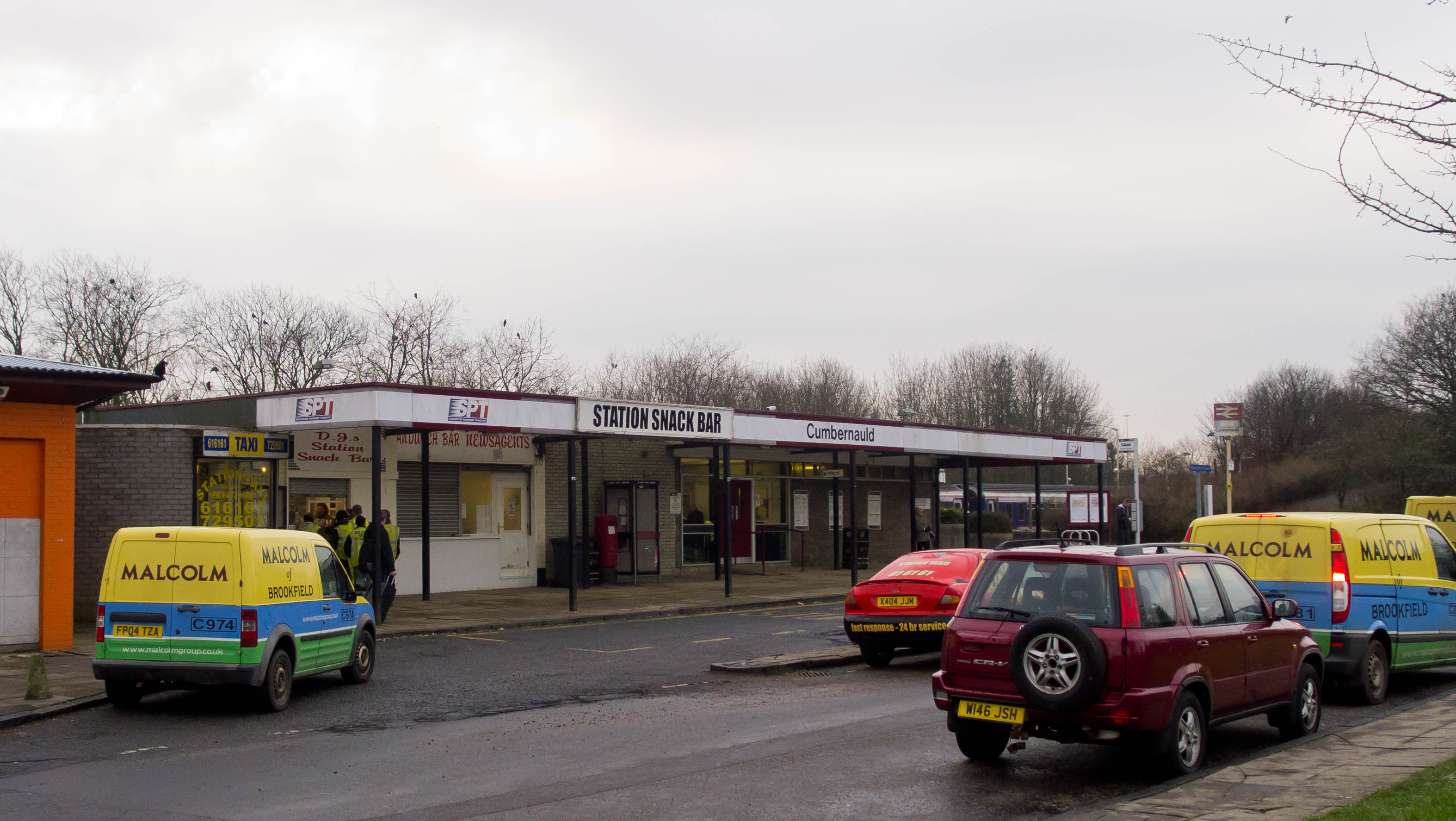
Stazione di Cumbernauld

- la stazione di Cumbernauld garantisce collegamenti ferroviari per Glasgow, Falkirk, Motherwell ed Edimburgo
- la stazione di Croy (a nord della città) garantisce collegamenti ferroviari per Edimburgo, Alloa, Dunblane e Glasgow.

I servizi ferroviari da e per la città sono forniti dalla First ScotRail.

### Aeroporto
L'aeroporto di Cumbernauld (EGPG) viene utilizzato principalmente per la formazione di piloti di apparecchi ad ala fissa e aerogiri ma è anche dotato un impianto di manutenzione aeronautica. L'aeroporto ha una licenza ordinaria della CAA che permette di voli per il trasporto pubblico di passeggeri o per voli istruttivi.
L'aeroporto è stato aperto dal Cumbernauld Development Corpororation alla fine degli anni ottanta.

## Sport

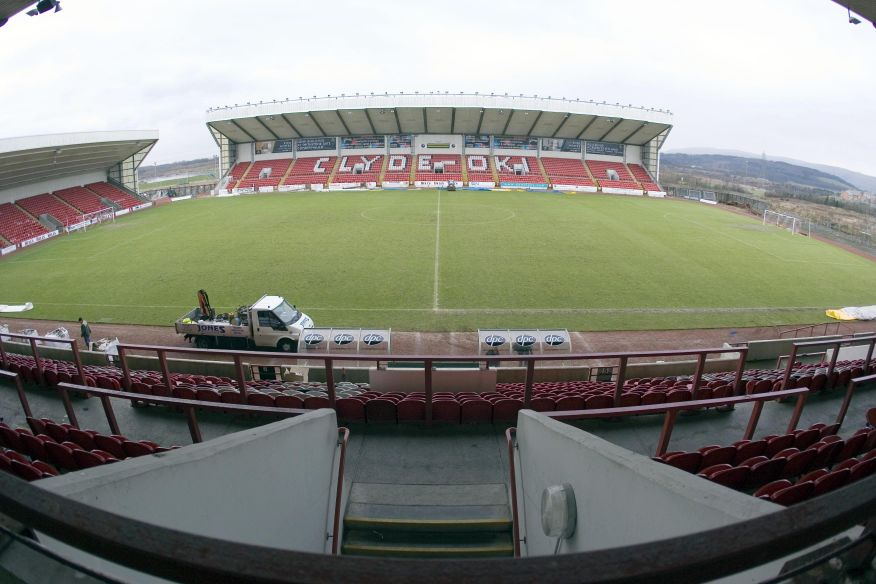
Broadwood Stadium

Cumbernauld ospita molti club sportivi, tra cui il Clyde F.C., che attualmente giocano in terza divisione scozzese e ha come campo ufficiale di gioco il Broadwood Stadium. Nel 2012, la superficie in erba del Broadwood Stadium è stata sostituita da una nuova superficie in erba sintetica in una partnership tra il team la squadra giovanile Cumbernauld Colts, il North Lanarkshire Leisure  e il consiglio locale.
Un'altra squadra di Cumbernauld è la squadra giovanile Junior Cumbernauld United che giocano al Guy's Meadow.
La squadra di rugby della città, Cumbernauld RFC, fondata nel 1970, è rapidamente cresciuta al punto di avere tre formazioni senior e diverse squadre giovanili.
Il club e il consiglio cittadino hanno convenuto, alla fine degli anni settanta, per sviluppare l'area di Auchenkilns, a South Condorrat. L'impianto polisportivo, aperto nel 1979, è ora condiviso con il Kildrum United FC. La Cumbernauld RFC attualmente gioca nel II campionato regionale occidentale, il quinto livello di club di rugby.
In città, c'è da molti anni una squadra di ginnastica, la Cumbernauld Gymnastics Club, la quale, nei primi anni 1990, si è trasferita nella sua base attuale, la Broadwood Gymnastics Academy.
C'è anche il Cumbernauld Handball Team, Tryst 77, che nel 2007 è arrivato secondo nel campionato di pallamano inglese. Il Tryst ospita la squadra di nuoto di Cumbernauld insieme con il club di wrestling Tryst Lions.